# Vega Alta
Vega Alta – miasto w Portoryko, w aglomeracji San Juan. Zostało założone w 1775. Jest siedzibą gminy Vega Alta. Według danych szacunkowych na rok 2000 liczy 37 910 mieszkańców. Burmistrzem miasta jest Isabelo Molina.